# 토머스 모어
토머스 모어 경(영어: Sir Thomas More, 1478년 2월 7일 ~ 1535년 7월 6일) 또는 성 토마스 모어(라틴어: Sanctus Thomas Morus, 영어: Saint Thomas More)는 잉글랜드 왕국의 법률가, 저술가, 사상가, 정치인이자 기독교의 성인이다.

## 설명

### 인문주의자
그는 평생 스콜라주의적 인문주의자로서 덕망이 높았으며, 1529년부터 1532년까지 대법관을 포함하여 여러 관직을 역임하였다. 모어는 1516년에 자신이 저술한 책에서 묘사한 이상적인 정치체제를 지닌 상상의 섬나라에 주었던 이름인 유토피아(Utopia)라는 단어를 만들어냈다. 그는 주로 헨리 8세가 주장한 잉글랜드 교회에서의 왕위지상권을 받아들일 것을 거부한 죄로 정치 경력이 끝남과 동시에 반역죄로 처형당한 사람으로 기억되고 있다.

### 시성
그가 죽은 후 400년이 지난 1935년, 교황 비오 11세는 토머스 모어를 시성하였으며, 이후 교황 요한 바오로 2세에 의해 정치가의 수호성인으로 선언되었다. 천주교회의 성인력에서 토머스 모어의 축일은 존 피셔와 같은 날인 6월 22일이다. 모어는 1980년 잉글랜드 성공회의 교회력에도 그의 이름이 올라갔다. 그는 100명의 위대한 영국인 투표 조사에서 37표를 받았다. 대한성공회의 교회력에도 이름이 수호성인으로 올라와 있다.

### 종교개혁 탄압
토머스 모어는 종교개혁을 부정하고 서방교회 개혁찬성파를 적극적으로 탄압하였으며, 교황을 지지하며 기존 체제를 통한 평화와 사회정의를 주장하였다.
그는 윌리엄 틴데일을 성경을 영어로 번역하고 보급한 죄로 "모든 이단의 우두머리"라며 정죄하였고, 그의 저서들과 성경을 거두어 성 바울로 성당 앞에서 불태웠다. 틴데일은 현상수배 되었다가 1535년 체포되어 이듬해 브뤼셀에서 화형에 처해졌다.

## 초기 정치 이력
1478년 런던에서 법관 존 모어의 차남으로 태어난 토머스 모어는 옥스퍼드 대학에서 고대 그리스어와 라틴어, 신학 등을, 링컨 법학원에서 법률을 배웠다. 그때 에라스무스와 친교를 맺어 많은 영향을 받았으며, 졸업 후 변호사를 개업하였다.
1504년 하원 의원에 선출되고, 1510년 런던 부시장·하원 의장 등을 역임하였다. 1510년~1518년, 시티 오브 런던의 주 장관 대리 가운데 한 사람이라는 중요한 책무를 지닌 자리에 있는 동안 공정하고 유능한 공무원이라는 명성을 얻었다. 1517년 모어는 왕의 조력을 위하여 임시 섭정과 ‘개인 공무원’이 되었다. 훗날 신성 로마 제국의 카를 5세에게 파견되는 외교 사절을 맡은 모어는 1521년 기사 작위를 받았다. 모어는 헨리 8세의 비서와 조언자가 되면서 정부의 유력자로 떠올랐으며, 외국 외교관, 왕실 회계국 부장관 그리고 왕과 그의 대법관이자 요크 대교구장인 토머스 울지 추기경 사이의 조정자 역할을 하였다.
1523년 모어는 잉글랜드 하원의 의장이 되었다. 이처럼 그는 의장으로서는 최초로 언론의 자유를 위한 청원을 표명하였다. 그는 나중에 옥스퍼드 대학교와 케임브리지 대학교에서 집사장으로 근무하려고 하였지만, 1525년 북잉글랜드의 행정을 수반한 사법을 감독하는 직책인 랭커스터 공령 상서에 위임되었다.

## 결혼과 가족

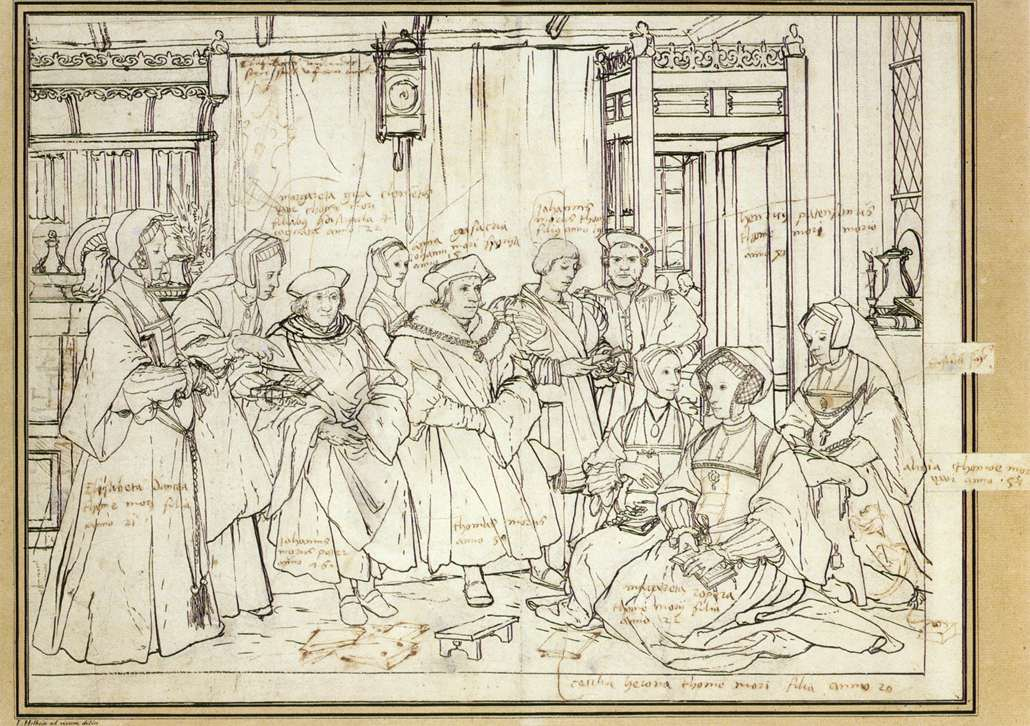
토머스 모어의 가족

1505년, 27살의 모어는 그보다 열살 어린 첫 번째 아내 제인 콜트와 결혼하였다. 전기 작가 윌리엄 로퍼에 의하면 모어는 자신의 의붓아들과 콜트의 두 번째 누이의 결혼을 원하였지만, 제인 앞에 그녀의 어린 누이 가운데 한 명이 결혼한다면 그녀에게 창피를 주게 될 것으로 생각했다고 한다. 두 사람의 결혼 생활은 행복했으며 세 딸과 아들 하나, 총 네 명의 자녀를 두었다. 그의 친자식에 더하여 모어는 고아 소녀 마거릿 긱스를 입양하였다.
제인이 1515년에 죽자 모어는 거의 즉시 재혼하였기 때문에 그의 아이들은 엄마를 가지게 되었다. 그의 두 번째 아내는 엘리스 미들턴으로 7년째 과부였다. 그녀와 모어 사이에는 어떤 아이도 없기는 하였지만, 그녀의 딸을 입양하여 같은 엘리스라는 이름을 지어주었다. 모어는 자신의 새 아내를 “nec bella nec puella”(“진주도 아니고 소녀도 아니다.”) 라고 말하였는데, 이는 그의 아내 엘리스가 아름다움과 젊음에 열중하지 않았다는 것을 나타낸다. 에라스무스는 그녀의 코를 가리켜 “하피의 갈고리 부리”라고 냉정하게 기술하였다. 두 사람의 성격이 매우 달랐다는 사실에도 모어와 그의 아내는 서로에 대한 애정이 깊어 보였다. 그렇지만, 그가 제인과 그의 딸을 교육했던 것처럼 그녀를 교육하는 것은 불가능했다. 그가 자신에게 쓴 묘비명에는 의붓어머니임에도 제인이 그의 네 자녀를 관대함과 사랑으로 보살핀 것을 크게 칭찬한 글귀가 새겨져 있다. 그는 공공연히 자신이 누구를 제일 사랑하는지는 알 수 없다고 단언하였으며, 죽음에서 다시 만나기를 희망하였다.

## 주요 저서

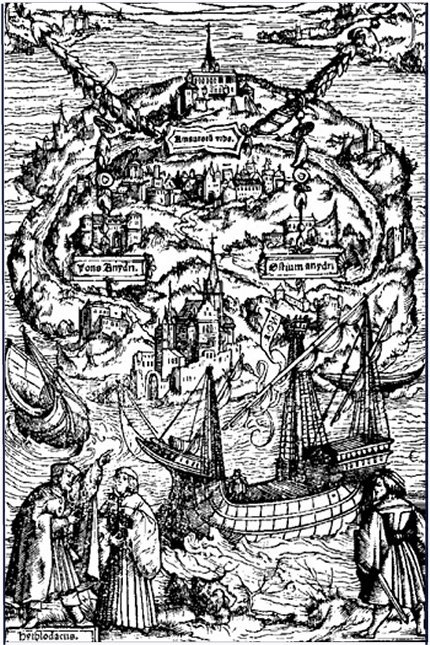
암브로시우스 홀바인의 목판화가 실린 1518년판 《유토피아(Utopia)》. 여행자 라파엘 히슬로데이가 경청자를 위해 왼손을 들어올려 유토피아 섬의 약도를 그리며 설명하는 모습이 그려져 있다.

### 유토피아
모어의 ≪유토피아≫는 1, 2권으로 구성된다. 제1권은 현실비판, 제2권은 유토피아에 대한 이야기이다. 제1권에서 모어는 먼저 ‘저 좋을 대로’ 사는 르네상스인의 이상을 제기한다. 그러나 ‘저 좋을 대로’란 제멋대로 사는 것이 아니라, 자신의 양심에 따를 뿐 부나 권력에 대해 욕심이 없음을 강조한 것이다. 따라서 현실에 대한 긍정을 전제로 한 마키아벨리와 모어는 근본적으로 달랐다. 특히 모어는 군주에 대해서 명예롭고 평화적인 일이 아니라 전쟁 수행에만 몰두한다고 비판하고, 왕의 자문관도 왕에게 아부한다고 비판한다.

## 헨리 8세의 혼인무효
1502년 헨리의 맏형 아서가 죽으면서 헨리가 뒤를 이어 잉글랜드 왕위의 법적 상속인이 되었다. 그리고 1509년 그는 스페인과의 동맹을 지키려는 목적에 따라 형의 미망인 아라곤의 캐서린, 곧 아라곤의 페르난도 2세와 카스티야의 이사벨 1세의 딸과 결혼하였다. 이를 위해 형제의 미망인과 결혼해서는 안 된다는 성서 구절에 의거하는 교회법에 위반되지 않으려고 교황 율리오 2세로부터 관면을 받았다. 아서와의 결혼이 완성되지 않았다는 캐서린의 진술이 관면을 받는 데 부분적으로 이바지하였다.
오랫동안 헨리 8세와 캐서린의 결혼 생활은 무난하였다. 그러나 캐서린이 후계자인 아들을 낳지 못하자 헨리는 결국 캐서린 왕비의 시녀인 엘리자베스 블런트에게 매혹되었으며, 나중에는 앤 볼린에게 마음을 빼앗겼다. 1527년 헨리는 토머스 울지 추기경에게 캐서린과 그의 혼인을 무효로 해줄 것을 교황 클레멘스 7세에게 탄원할 것을 지시하였다. 그는 교황이 성서 말씀보다 우위에 설 권한이 없다고 주장하면서 과거 율리오 2세가 내린 관면 역시 효력이 없다고 주장하였다. 당연히 교황은 이러한 요청을 받아들이지 않았다. 그러자 헨리는 울지의 대법관직을 사임시키고 1529년 10월 토머스 모어를 그 자리에 대신 앉혔다. 헨리는 그 다음에 교황은 단지 로마교회의 주교에 불과하며, 따라서 전체 교회에 대한 수위권을 지닐 수 없다는 주장에 대해서 의논하기 시작하였다.

## 대법관 임기
모어는 헨리와 왕실의 특권을 주제로 한 문제에서 처음에는 왕의 새로운 정책에 온전히 협력하였다. 의회에서는 울지를 탄핵하고 헨리와 캐서린의 혼인이 합법적이지 않다는 옥스퍼드와 케임브리지의 신학자들의 견해를 발표하였다. 그러나 헨리가 교황의 권위를 부정하기 시작함에 따라 모어의 불안감은 커져만 갔다.

### 개신교 탄압
토머스 모어가 볼 때 이단은 교회와 사회 모두의 평화와 화합을 위협하는 질병이었다. 그는 일찌감치 추기경 울지의 조력자로서 루터의 책들이 잉글랜드에 들어오는 것을 철저하게 막는 것을 포함해서 개신교에 반대하는 움직임을 보였다. 또한, 그는 이단의 설교에 반대하는 성법원에서 칙령을 반포하는 것을 도왔다. 많은 문예 반론이 그의 이름 아래 출판되었다.
모어는 대법관으로서 여섯 명의 루터교 신도를 화형에 처하고, 마흔 명의 다른 사람들을 교도소에 넣었다. 이 문제에서 그의 주요 관심은 남몰래 순회하며 개신교 측에서 영어로 번역한 성서를 퍼뜨리다가 1525년에 추방당한 루터교도인 윌리엄 틴들의 협력자를 색출해 전멸시키는 것이었다.
1530년 6월 범죄자들을 주교들에 의해 조사받는 종래의 관습은 폐기되고, 왕이 추밀원을 열기 전에 데리고 오는 것이 실행되었으며, 추밀원에 의해 취해지는 조치는 더욱 엄격해졌다. 1531년에 책 행상인 리처드 베이필드를 스미스 필드에서 화형에 처했으며, 개신교 신자들을 화형으로 죽이는 탄압은 그 이후에도 계속되었다.

### 사직
1530년 모어는 헨리 8세의 혼인무효요청 편지에 서명하는 것을 거부하였다. 1531년에 그는 권력을 신성한 것으로 이해한 루터의 영향으로 잉글랜드의 국왕을 “그리스도의 법이 허락하는 만큼” 잉글랜드 교회의 상징적인 수장으로 선언한 왕위지상령(물론 민주주의가 보편적인 현재는 존재하지 않는다.)의 서약을 강요당하자, 물러나려고 하였다. 1532년에 그는 왕에게 자신의 사임을 받아들여 달라고 부탁하였으며, 헨리 8세는 그의 부탁을 들어주었다.

## 재판과 처형
헨리 8세가 벌이는 행동을 더는 참지 못한 모어는 1533년 잉글랜드 왕비로서 앤 볼린의 대관식에 참석하지 않았지만 앤의 왕비 신분을 인정하고 그의 행복을 바란다는 글을 보냄으로써 반역 혐의에서 벗어났다. 그러나 옛 왕비 아라곤의 캐서린과의 우정 때문에 승리감에 도취한 앤을 은밀히 방해하였다. 대관식 참석 요청에 대한 그의 거절은 앤을 상대하지 않겠다는 것으로 충분히 해석할 수 있다.
1534년 4월 13일 모어는 의회에서 제정한 계승법에 충성을 맹세하라는 명령을 받았다. 모어는 앤을 잉글랜드의 합법적인 왕비로 인정하라는 의회의 요구를 받아들였지만, 의회의 인가를 받아 법률로 제정한 종교적 문제에서 교황권을 부정하는 조항의 머리말에 대해서는 서약을 거부하였다. 4일 후 런던 탑에 수용되었고 그는 거기서 《신앙을 위한 죽음》, 《예수 그리스도의 수난》 등을 저술하였다.
1535년 7월 1일에 모어는 앤 불린의 아버지, 남동생과 삼촌뿐만 아니라 신임 대법관 토머스 오들리를 포함한 재판 심사단 앞에 온갖 심리적 압력을 받았다. 그는 계승법의 정당성을 부정한 대역죄를 저질렀다고 고발되었다. 모어는 자신이 왕을 교회의 우두머리라고 명백하게 부정하지 않는 한 자신에게 유죄 판결을 내리지는 못하리라 생각했다. 그래서 그는 그에 관한 모든 질문에 대답하지 않은 채 침묵으로 일관했다. 당시 왕의 강력한 자문이었던 토머스 크롬웰은 법무차관 리처드 리치를 증인으로 내세워 모어가 왕이 교회의 합법적인 지도자임을 부인하는 발언을 했다고 증언하도록 했다. 모어는 이와 같은 시련을 겪으면서 1535년 반역법에 따라 그의 유죄가 인정되었다.
판결을 받기 전에 그는 “세속인은 영적 지도자가 될 수 없다.”라며 자신의 신념을 자신 있게 말했다. 처음에 그에게 거열형이 선고되었지만, 왕의 요구에 따라 참수형으로 바꾸었다. 처형날짜는 7월 6일이었다. 타워힐에 설치된 처형대에 올라간 그는 구경하려고 몰려든 군중을 향해 “나는 왕의 좋은 신하이기 전에 하느님의 착한 종으로서 죽는다.”라고 선언했다. 그의 또 다른 말은 사형 집행인에게 자기 수염은 반역죄를 짓지 않았기 때문에 도끼를 받을 이유가 없다고 이야기한 농담이다. 그에 따라 불편하지 않으려고 모어가 처형대의 받침 위에 놓인 자기 수염을 치우자 도끼가 그의 목을 내리쳤다. 모어의 시신은 쇠사슬의 성 베드로 성당에 묻혔고, 머리는 템즈강에 내던져지기 전에 그의 딸 마거릿 로퍼가 거두어서 런던 브리지 위에 놓였다. 캔터베리의 세인트 던스탠 성당에 그의 두개골이 안치된 것으로 전해지고 있다.

## 교회에서의 시성

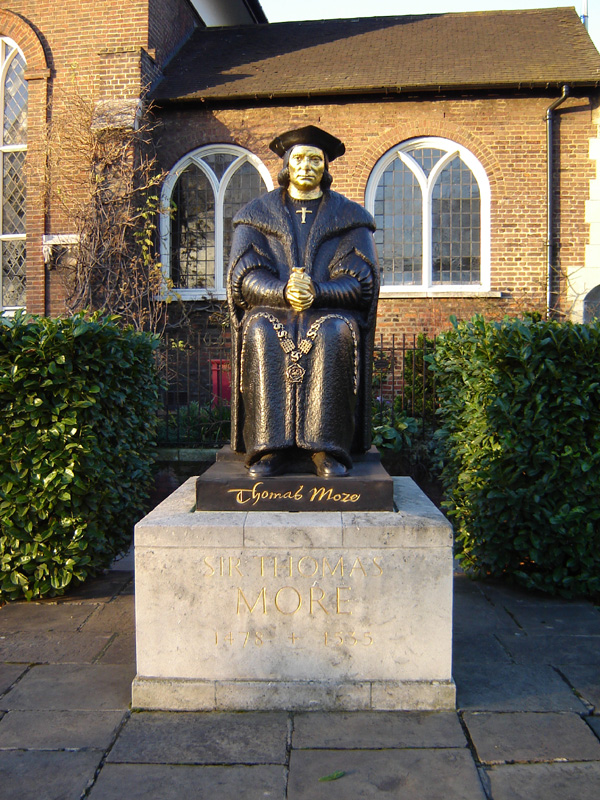
첼시 올드 교회의 토머스 모어 조각상, 체인워크, 런던.

토머스 모어의 서명.

모어는 1886년 교황 레오 13세때에 시복되었으며 1934년 영국인 천주교 신자들의 집단 청원 후에, 존 피셔와 더불어 천주교회의 성인으로 공인되면서, 반(反)종교 공산주의에 반대하여 항거하는 정치의 수호성인으로 떠올라, 그 이미지가 다년간 이어졌다. 그의 축일은 피셔와 같은 6월 22일이다. 2000년 교황 요한 바오로 2세가 그를 정치인과 공직자들의 수호성인으로 선포했다.
현재 대한민국의 성공회 성인 명단에서도 수호성인으로 토마스 모어의 이름이 있다.

## 성서정과
성공회를 비롯한, 세계기독교가 사용하는 개정성서정과(RCL)에서는 7월 6일이 토머스 모어의 순교를 기념하는 날이다.

## 사상
토마스 모어는 마르실리오 피치노의 저작에 영향받은 인문주의자로서 신학자 존 콜레트와 친구가 되었다. 또 1499년 이래 에라스무스와도 친교를 가졌는데, 에라스무스의 대표적인 작품인 《우신예찬》이 쓰여진 곳이 바로 토머스 모어의 집이었다. 에라스무스의 "우신예찬"에 촉발되어 《유토피아（Utopia）》의 처음 부분을 쓴 것이 외교관이었던 1516년 경이다.
그 후 대법관 시기의 경험에 의하여 영국에서는 인클로저 운동의 영향으로 지주나 장로가 플랑드르 지방과의 양모거래를 위하여 농장을 둘러싸고 양을 기르고, 촌락공동체를 파괴하고, 농민들을 방축하는 현상이 벌어지자 깊이 개탄하였다.
| “ | 양은 온순한 동물이지만 영국에서는 인간을 잡아 먹는다. | ” |
|   | — 유토피아, 제1권                                     |   |

마르크스는 《자본론》에 모어를 인용하여 본원적 축적에 관하여 논하고 있다. 아메리고 베스푸치가 카나리아 제도에서 아메리카 대륙까지를 여행한 기록 "신세계"를 깊이 관심을 가지고 읽었던 모어는 자연에 따라서 살고 사유재산을 가지지 않는 공동사회가 실재할 수 있음을 확신하고 있었다. 자연법과 자연상태가 선이라는 증명으로서 씌여져 있는 그의 이 주저는 유토피아라는 가공의 나라를 무대로 자유, 평등으로 전쟁이 없는 공산주의적인 이상사회를 묘사하였다. (하지만 유토피아에 제시된 공산주의적 모습은 '이상향'을 생각해보고 고민하는 것을 권유하기 위해 토마스 모어가 선택한 수단이다. '이상향'을 공산주의적 사회라고 토마스 모어가 생각한 것은 아니다. 따라서 이 대목을 읽을 때 유토피아를 공산주의 공동체라고 해석하면 오독이 된다. '유토피아'국가에 있어서 공산주의는 수단일 뿐 목적이 아니다.) 유토피아는 '아무 데도 없는 나라'를 의미하는 말이었지만, 그의 이 사상은 후세에 큰 영향을 미쳐 소위 '유토피아 문학'을 이루었다.

## 어록
다른 어떤 덕보다도 인간에게 소중한 덕인 참된 인간성은 다른 사람의 고통과 근심을 덜어 줌으로써 그들의 삶에 기쁨과 즐거움을 선물하는 것이다.